# Aero Africa
Aero Africa était une compagnie aérienne charter basée en Eswatini, fondée en 2003 et dont les activités ont cessé en 2009.
Cette compagnie était sur la liste des compagnies aériennes interdites au sein de l'Union Européenne.